# 克臭台吉
克臭台吉（?—?），16世纪蒙古右翼多伦土默特部領主，达延汗第四子阿尔苏博罗特之孙，不只吉儿台吉的侄子，五乎囊台吉之子。

## 生平
驻牧在山西西北偏关外六七百里之土默川。后来他的牧地被堂伯父俺答汗占据，于是和宾兔等人向西游牧到甘州（今甘肃省张掖市）塞外。隆庆五年（1571年），明朝和俺答汗达成封贡协议，克臭台吉被封为指挥佥事。万历二年（1574年），克臭台吉要求在甘肃开设马市，被朝廷拒绝，他于是纵兵掠夺明朝边境村寨。万历三年（1575年），克臭台吉获准互市于甘肃洪水扁都口，又可以在庄浪岔口堡、铧尖墩开设月市。万历十四年（1586年），他的儿子我僧大和明军冲突，被杀。于是拥兵至边关索要朝廷赔偿，得到缎布、丧葬费。万历十六年（1588年），多次和堂兄火落赤等率兵数万攻击明军，又纵兵掠夺青海藏族等。万历十九年（1591年），他和火落赤率部至今青海省贵南县一带的莽剌川西山居住。明朝将领尤继先联合藏兵将他击败。不久，他和火落赤至嘉峪关，想要突袭甘州，没有成功。克臭台吉有七个儿子，包括我僧大、朝库儿台吉。